# Sergei Treschev
Sergei Yevgenyevich Treschev (em russo:  Сергей Евгеньевич Трещёв) (Volynsky, 18 de agosto de 1958) é um cosmonauta e oficial da força aérea russa.
Entre 1982 e 1984, serviu como líder de esquadrão num regimento da Força Aérea, passando a trabalhar na corporação espacial Energia nos dois anos seguintes, onde, entre outras funções, era responsável pelo planejamento e a análise das atividades de um cosmonauta a bordo da estação orbital e seu treinamento técnico. Trabalhando conjuntamente com o Centro de Treinamento Yuri Gagarin, coordenou todas as facetas do treinamento de cosmonautas; outras de suas funções incluíam apoio às tripulações e simulação de situações de emergência e escape da estação Mir.
Entre 1992 e 1994, ele completou o treinamento de cosmonauta e passou os três anos seguintes num programa avançado de treinamento, visando uma ida ao espaço. Entre 1998 e 1999, esteve envolvido nos treinamentos para engenheiro de vôo reserva da estação Mir e das naves Soyuz-TM e como reserva da Expedição 3 à ISS.
Sergei Treschev foi ao espaço em 5 de junho de 2002 na  missão STS-111 da nave Endeavour, levado para uma estadia de seis meses na Estação Espacial Internacional como integrante da Expedição 5, tripulação mista de americanos e russos, durante a qual fez uma caminhada no espaço para instalação de componentes externos num dos módulos que compõem a estação.
A Expedição 5 voltou à Terra sete meses depois de sua subida, em dezembro de 2002, com Treschev completando no período um total de 184 dias no espaço e cinco horas em Atividades extra-veiculares.